# راستی تو
راستی تو: سفری برای یافتن و دوست داشتنِ خود (انگلیسی: True You: A Journey to Finding and Loving Yourself) یک کتاب خودیاری است که توسط خوانندۀ آمریکایی جنت جکسون و زندگینامه‌نویس دیوید ریتز تالیف شده که در ۱۵ فوریه ۲۰۱۱ منتشر شد. در کتاب، جکسون در مورد مبارزات خود با غذا، تصویر بدن و روابط صحبت می‌کند. این کتاب در صدر فهرست پرفروش‌ترین‌های نیویورک تایمز در بخش مشاوره و متفرقه گالینگور قرار گرفت.